# Papas de sarrabulho

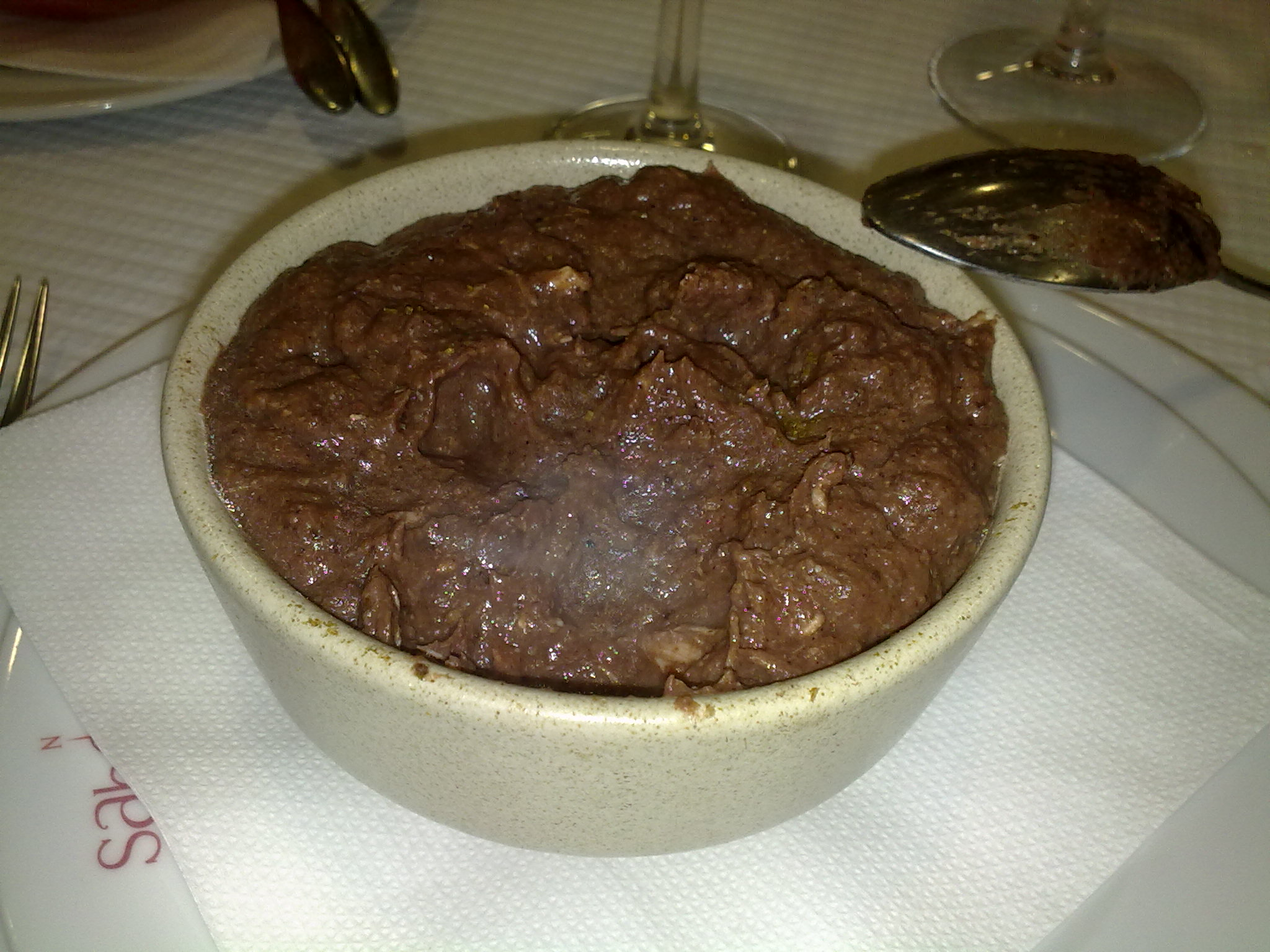
Papas de sarrabulho no Porto.

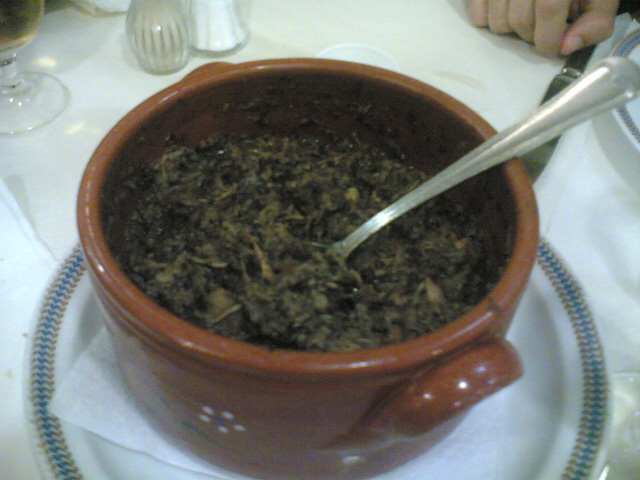
Papas de sarrabulho em Lisboa.

As papas de sarrabulho são um prato típico da culinária portuguesa. São oriundas da região do Minho, no norte de Portugal.
As papas são confeccionadas com sangue de porco, carne de galinha, carne de porco, salpicão, presunto, chouriço, cominhos, limão e pão ou farinha de milho, entre outros ingredientes.
São servidas como sopa ou como acompanhamento dos rojões à moda do Minho, por exemplo. Devem ser consumidas com vinho verde tinto.
As papas de sarrabulho são apenas confeccionadas no inverno, uma vez que é nessa altura que se realiza a matança do porco. Para além disso, constituem um prato bastante forte, mais apetecível no tempo frio do Inverno. Por outro lado, o sangue de porco é um ingrediente bastante sensível, com tendência para se deteriorar rapidamente no verão.
Durante o inverno, é comum encontrá-las nas ementas dos restaurantes do noroeste de Portugal, sendo raro encontrá-las no centro e no sul do país.